# Thalassocalycida
Ordre
Thalassocalycida est un ordre d'animaux de l'embranchement des cténophores (les cténophores sont des organismes marins répandus dans tous les océans du monde qui constituent une bonne part de la biomasse planctonique mondiale ; leur nom provient de la structure en peigne de rangées de cils locomoteurs).

## Généralités
Les Thalassocalicida sont un ordre de cténophore à tentacules, semblable superficiellement à des méduses et très vite considérés comme proches des Lobata,,. À ce jour, une seule espèce a été décrite pour cet ordre, Thalassocalyce inconstans.

## Liste des familles et genres
D'après la liste de tous les noms d'espèces de cténophores valides de Claudia Mills :
- famille Thalassocalycidae Madin & Harbison, 1978
  - genre Thalassocalyce Madin & Harbison, 1978